# Usson-du-Poitou
Usson-du-Poitou là một xã, tọa lạc ở tỉnh Vienne trong vùng Nouvelle-Aquitaine, Pháp. Xã này có diện tích 72,64 km², dân số năm 2006 là 1326 người. Xã nằm ở khu vực có độ cao trung bình 133 m trên mực nước biển. 

## Hành chính
| Danh sách các xã trưởng |               |                |      |         |
| Giai đoạn               | Giai đoạn     | Tên            | Đảng | Tư cách |
| mars 1971               | réélu en 2008 | Arnaud Lepercq | UMP  |         |

## Biến động dân số
| Năm | 1962  | 1968  | 1975  | 1982  | 1990  | 1999  | 2006  |
| --- | ----- | ----- | ----- | ----- | ----- | ----- | ----- |
| Dân số | 1 538 | 1 680 | 1 437 | 1 374 | 1 439 | 1 388 | 1 326 |
| From the year 1962 on: No double counting—residents of multiple communes (e.g. students and military personnel) are counted only once. |       |       |       |       |       |       |       |